# Эммер, Лучано
Лучано Эммер (итал. Luciano Emmer, 19 января 1918, Милан — 16 сентября 2009, Рим) — итальянский кинорежиссёр, обладатель премии Золотой глобус 1951 года за фильм «Pictura: An Adventure in Art». В основном снимал документальные картины, наиболее значимые «Domenica d’agosto» и романтическая трагикомедия «Девушки с площади Испании» (ит.).
Лучано Эммер был отцом математика, писателя и режиссёра Мишеля Эммера, а также Давида Эммера.

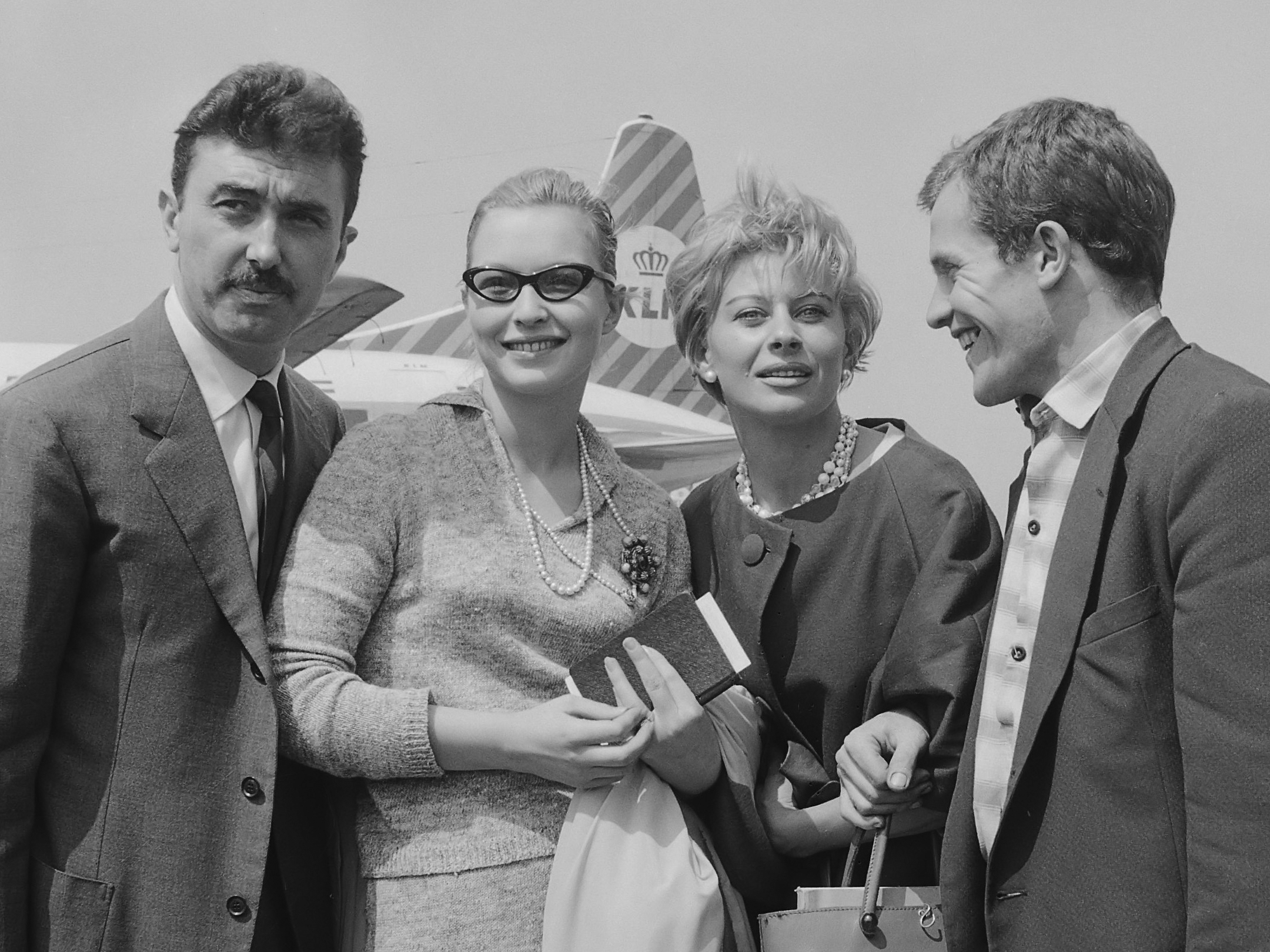
Лучано Эммер, Марина Влади, Магали Ноэль и Бернар Фрессон (1 июня 1960 года)

## Избранная фильмография
- 1938 — Racconto di un affresco (документальный)
- 1940 — Il Paradiso terrestre (документальный)
- 1940 — I disastri della guerra (документальный)
- 1949 — Domenica d’agosto
- 1951 — Parigi è sempre Parigi
- 1951 — Pictura: An Adventure in Art (co-director)
- 1952 — Le ragazze di Piazza di Spagna
- 1954 — Incontrare Picasso (документальный)
- 1954 — Terza liceo
- 1954 — Gli eroi dell’Artide (документальный)
- 1954 — Camilla
- 1955 — Picasso
- 1955 — Il bigamo
- 1957 — Paradiso terrestre (документальный)
- 1957 — Il momento più bello
- 1960 — La ragazza in vetrina
- 1972 — Cesare Zavattini e il «Campo di grano con corvi» di Van Gogh (документальный)
- 1990 — Basta! Ci faccio un film
- 2001 — Una lunga, lunga, lunga notte d’amore
- 2003 — L’acqua… il fuoco